# Kastellegården
Kastellegården är en herrgård i Ytterby socken vid Nordre älv  i Kungälvs kommun i Bohuslän. Gården blev ett statligt byggnadsminne 25 januari 1935.
Gården har fått sitt namn efter det kastell, som Sigurd Jorsalafarare anlade på platsen till skydd för den närliggande staden Kungahälla. På ruinerna av detta kastell uppfördes före 1180 Kastala kloster. Det tillhörde sannolikt Augustinerorden. Klostret bör ha varit ganska rikt. Det hade förutom tomter i staden, en mängd hemman spridda i Inland, på Hisingen och Tjörn. Det stängdes 1533 och dess egendomar drogs in till kronan. Klosterbyggnaderna revs efterhand för att användas till bygget av Bohus fästning.
Kastellegården var senare boställe åt översten vid Bohusläns regemente, men drogs in till kronan och utarrenderades. Gården förvaltas nu av Statens Fastighetsverk.